# Вислинский легион
Вислинский легион (пол. Legia Nadwiślańska), или Легион Вислы, был польским подразделением, состоявшим на службе наполеоновской Франции, одним из крупнейших польских легионов наполеоновского периода.

## Создание легиона
Легион был сформирован в Вроцлаве, Пруднике, Нысе, Бжеге, Корфантуве, в Силезии, в феврале 1807 года из пехотного полка и кавалерийского полка на службе Неаполитанского королевства, которые в свою очередь берут начало у легионов Домбровского Яна Генрика Домбровского и Наддунайского легиона Кароля Князевича, первоначально созданных в 1790-х годах. Помимо неаполитанских кадров, в легион вошли три пехотных полка и один кавалерийский. Первоначально он назывался Польско-итальянским легионом, поскольку был организован из поляков, прежде находившихся на итальянской службе. Большинство новобранцев были выходцами из бывших прусских и австрийских территорий, в частности из Познани и Померании.
Польско-итальянский легион участвовал в своём первом сражении при осаде Клодзко, а затем в октябре 1807 года был переведен в Вестфалийское королевство в гарнизон столицы страны, Касселя. Кавалерийский полк прибыл в Кассель 11 ноября 1807 года.
21 февраля 1808 года Наполеон I приказал определить Легион на французскую службу. Легион был переведен в Пуатье, Франция, и был официально переименован в Вислинский легион 31 марта 1808 года. Он получил статус, эквивалентный французскому линейному подразделению. Пехота была реорганизована в апреле того же года по образцу 1808 года в шесть батальонов в соответствии с новым французским стандартом, принятым 18 февраля 1808 года. База легиона находилась в Седане. Весь персонал легиона должен был быть польским по национальности, за исключением ротных клерков, квартирмейстеров, унтер-офицеров батальона и казначеев, которые должны были быть французами. В июне 1808 года легион состоял из 5959 человек. 2-й и 3-й пехотные полки Вислинского легиона в июне 1808 года участвовали во вторжении Наполеона в Испанию (Пиренейские войны). 24 марта 1809 года в битве при Лос-Ебенес 600 польских лансьеров Вислинского легиона потеряли все свои знамёна (никто не знал, что они были спрятаны в карете, поэтому их никто не охранял), когда они прорывались через засаду, устроенную испанским отрядом в 5 тыс. человек. В 1811 году полк был переименован в 7-й шеволежерский лансьерский.
Наполеон I приказал сформировать Второй Вислинский легион из пленных, взятых после поражения австрийцев в битве при Ваграме в июле 1809 года. Набор шёл медленно, и к октябрю 1809 года были собраны и отправлены в Седан только два батальона. В отличие от первоначального легиона, в новое подразделение принимались также этнические немцы. Второй Вислинский легион не был до конца собран, и в феврале 1810 года его расформировали, а личный состав присоединили к первоначальному легиону в качестве 4-го полка.

## Служба в Испании
7 февраля 1811 года был создан второй полк лансьеров, а 18 июня того же года два полка лансьеров были выведены из легиона и переименованы в 7-й и 8-й шеволежерские полки французской линейной бригады, а шесть преобразованных французских драгунских полков получили номера с 1 по 6.
16 мая 1811 года 1-й Вислинский лансьерский полк в битве при Ла-Альбуэра практически уничтожил три из четырёх британских пехотных полков бригады Колборна, потеряв 130 человек (из 591). Три британских полка при этом потеряли 1258 человек, из которых 319 были убиты, 460 ранены, а 479 взяты в плен.

## Служба в России
Легион был выведен из Испании в начале 1812 года, перед вторжением Наполеона в Россию. В марте 1812 года Наполеон приказал добавить в четыре полка ещё по батальону, чтобы в каждом стало по три батальона, а также придать каждому полку небольшую артиллерийскую батарею из двух 3-фунтовых пушек, в соответствии со стандартной французской практикой того времени. Легион был частью Молодой гвардии под командованием дивизионного генерала Клапареда. Новые третьи батальоны присоединились к своим полкам только в тот момент, когда уже шло отступление из Москвы. Из приблизительно 7 тыс. членов Легиона, которые вошли в Россию, только около 1,5 тыс. вернулись назад.

## Служба в Германии, 1813 год
18 июня 1813 года оставшийся в живых личный состав Легиона был реорганизован в Вислинский полк из двух батальонов.

## Служба во Франции, 1814 год
Вислинский полк был вновь реформирован в начале 1814 года в Седане, и в него были собраны все оставшиеся польские пехотинцы, состоящие на французской службе.

## Ватерлоо
В мае 1815 года (Кампания Ватерлоо) 7-й уланский полк был сформирован снова. Однако у них было всего 13 лошадей на 350 человек. В июле они сражались под Парижем в роли пехотинцев и были высоко оценены маршалом Даву. Когда война закончилась, 7-й уланский был одним из немногих польских подразделений, которые отказались служить царской России, и был расформирован во Франции.